# Igarapé Grande
Igarapé Grande est une municipalité brésilienne située dans l'État du Maranhão.